# Davison Dalziel
Davison Dalziel (1852-1928), 1er baron Dalziel de Wooler, est un journaliste et patron de presse anglais, fondateur de l’agence de presse homonyme, l'Agence Dalziel, qui réussit à concurrencer pendant trois ans, à l'échelle internationale, les trois premières agences mondiales, Associated Press, Havas et Reuters, grâce à l'aide discrète du Times de Londres. Il est ensuite dirigeant du Parti conservateur anglais.

## Biographie
Davison Alexander Dalziel descend d'une grande famille du Nord-Est de l'Angleterre, qui s'est distinguée dans les arts et les affaires. Son cousin, Henry Dalziel, est un ami du leader libéral, Lloyd George.

## Presse quotidienne et agence de presse
D'abord journaliste en Nouvelle-Galles du Sud pour le Sydney Echo, Davison Dalziel passe plusieurs années aux États-Unis où il s’investit en 1880 à 28 ans dans la création du Chicago News-Letter puis dans les services de gestion de grands quotidiens américains. Il décide de revenir en 1890 en Angleterre pour fonder son agence, l'Agence Dalziel, qui se heurte à une campagne de presse nationaliste en 1893 au moment du scandale de Panama, lorsqu'une de ses dépêches déclenche l'affaire Dalziel. L'agence doit fermer dans la foulée.
Plus de quinze ans après, il décide de revenir vers la presse et de prendre contrôle des quotidiens Standard et Evening Standard en 1910, de se faire élire au parlement la même année, sous l’étiquette du parti conservateur pour la circonscription de Brixton, puis d'obtenir un titre de baron.

## La Compagnie des wagons-lits
Il revend ses journaux, en particulier l’Evening Standard à Edward Hulton Jr, pour s’investir dans l’industrie, en fondant la General Motor Cab Company Ltd, en 1918, et en rejoignant la Pullman Company puis l’International Sleeping Car Share Trust Lt, ce qui lui permet de développer le service ferroviaire de l’Orient Express. Il redevient ensuite député de Brixton en 1924. De 1924 à 1928, il préside le conseil d’administration de la Compagnie des wagons-lits, qui popularise les Voitures Pullman CIWL, de type « Sud-Express », «Flèche d'Or», « Étoile du nord » et « Côte d’Azur ».